# Манизалес
Манизалес (шп. Manizales) је град у централној Колумбији. Главни је град Калдас департмента и лежи у близини вулкана Невадо дел Руиз. 
Град је један од главних центара за производњу кафе и такође је један од центара за више образовање.

## Историја
Манизалес је основан 12. октобра 1849. године. Град је основала група од двадесет Антиокијаца (Експедиција 20), који су дошли из градова Неире и Саламине.

## Географија
Манизалес је административни центар једног од најмањих департмана у Колумбији (28. од 32, али Калдас је 14. по броју становника, не рачунајући главни град Боготу). Рељеф околине је планински. У комбинацији са сеизмичком опасношћу, ово је учинило пољопривреду у плодним долинама Манизалес и Калдас прилично опасном. Упркос томе, на подручју Манизалеса радило се на опремању инфраструктуре која задовољава сеизмичке захтеве за стамбене зграде и друге објекте, а у овом тренутку град је један од центара колумбијске производње кафе, који се налази у северном делу кафенског троугла, који такође укључује подручја Арменије, Медељина и Переире.
Манизалес се налази у сливу реке Чинчина и притоке је реке Гуакаика, 40 км северно од Манизалеса налази се вулкан Невадо дел Руиз који је висок 5.321 метара, највиши активни вулкан у андском вулканском појасу. Овде се редовно јављају земљотреси, клизишта и ерупције вулкана.

## Клима
Према Коппеновој класификацији климе, Манизалес је Cfb, суптропска планинска клима, али увек влажна.  Ниже надморске висине приближавају се екваторијалној клими (Аф) која се налази у равницама.  Упркос томе што се налази у тропским пределима, град ретко постаје веома врућ, с пролећним температурама током целе године због велике надморске висине. У граду постоје само два годишња доба: влажно и суво годишње доба које се смењују током целе године, а свако траје око три месеца. Месечни просеци су прилично уједначени. Манизалес годишње добије око 1.500 милиметара падавина, а октобар је највлажнији.
| Клима Манизалес −Ла Нубиа Аеродрум 1981–2010 нормала                       | Клима Манизалес −Ла Нубиа Аеродрум 1981–2010 нормала | Клима Манизалес −Ла Нубиа Аеродрум 1981–2010 нормала | Клима Манизалес −Ла Нубиа Аеродрум 1981–2010 нормала | Клима Манизалес −Ла Нубиа Аеродрум 1981–2010 нормала | Клима Манизалес −Ла Нубиа Аеродрум 1981–2010 нормала | Клима Манизалес −Ла Нубиа Аеродрум 1981–2010 нормала | Клима Манизалес −Ла Нубиа Аеродрум 1981–2010 нормала | Клима Манизалес −Ла Нубиа Аеродрум 1981–2010 нормала | Клима Манизалес −Ла Нубиа Аеродрум 1981–2010 нормала | Клима Манизалес −Ла Нубиа Аеродрум 1981–2010 нормала | Клима Манизалес −Ла Нубиа Аеродрум 1981–2010 нормала | Клима Манизалес −Ла Нубиа Аеродрум 1981–2010 нормала | Клима Манизалес −Ла Нубиа Аеродрум 1981–2010 нормала |
| Показатељ \ Месец                                                          | .Јан.                                                | .Феб.                                                | .Мар.                                                | .Апр.                                                | .Мај.                                                | .Јун.                                                | .Јул.                                                | .Авг.                                                | .Сеп.                                                | .Окт.                                                | .Нов.                                                | .Дец.                                                | .Год.                                                |
| -------------------------------------------------------------------------- | ---------------------------------------------------- | ---------------------------------------------------- | ---------------------------------------------------- | ---------------------------------------------------- | ---------------------------------------------------- | ---------------------------------------------------- | ---------------------------------------------------- | ---------------------------------------------------- | ---------------------------------------------------- | ---------------------------------------------------- | ---------------------------------------------------- | ---------------------------------------------------- | ---------------------------------------------------- |
| Апсолутни максимум, °C (°F)                                                | 27,0 (80,6)                                          | 28,5 (83,3)                                          | 27,0 (80,6)                                          | 27,4 (81,3)                                          | 32,0 (89,6)                                          | 26,0 (78,8)                                          | 26,2 (79,2)                                          | 28,0 (82,4)                                          | 26,4 (79,5)                                          | 26,0 (78,8)                                          | 27,0 (80,6)                                          | 27,4 (81,3)                                          | 32,0 (89,6)                                          |
| Максимум, °C (°F)                                                          | 21,5 (70,7)                                          | 22,0 (71,6)                                          | 21,8 (71,2)                                          | 21,4 (70,5)                                          | 21,3 (70,3)                                          | 21,3 (70,3)                                          | 21,5 (70,7)                                          | 21,7 (71,1)                                          | 21,2 (70,2)                                          | 20,6 (69,1)                                          | 20,6 (69,1)                                          | 21,1 (70)                                            | 21,3 (70,3)                                          |
| Просек, °C (°F)                                                            | 16,9 (62,4)                                          | 17,2 (63)                                            | 17,2 (63)                                            | 17,2 (63)                                            | 17,2 (63)                                            | 17,1 (62,8)                                          | 17,2 (63)                                            | 17,2 (63)                                            | 16,9 (62,4)                                          | 16,6 (61,9)                                          | 16,6 (61,9)                                          | 16,8 (62,2)                                          | 17,0 (62,6)                                          |
| Минимум, °C (°F)                                                           | 11,8 (53,2)                                          | 12,1 (53,8)                                          | 12,5 (54,5)                                          | 12,8 (55)                                            | 12,8 (55)                                            | 12,8 (55)                                            | 12,5 (54,5)                                          | 12,6 (54,7)                                          | 12,5 (54,5)                                          | 12,4 (54,3)                                          | 12,3 (54,1)                                          | 12,2 (54)                                            | 12,4 (54,3)                                          |
| Апсолутни минимум, °C (°F)                                                 | 6,0 (42,8)                                           | 7,0 (44,6)                                           | 8,2 (46,8)                                           | 6,3 (43,3)                                           | 8,2 (46,8)                                           | 8,6 (47,5)                                           | 7,4 (45,3)                                           | 7,0 (44,6)                                           | 8,6 (47,5)                                           | 1,3 (34,3)                                           | 7,0 (44,6)                                           | 7,6 (45,7)                                           | 1,3 (34,3)                                           |
| Количина падавина, mm (in)                                                 | 103,5 (4,075)                                        | 94,0 (3,701)                                         | 133,9 (5,272)                                        | 176,2 (6,937)                                        | 161,9 (6,374)                                        | 108,9 (4,287)                                        | 74,2 (2,921)                                         | 74,2 (2,921)                                         | 139,8 (5,504)                                        | 209,0 (8,228)                                        | 176,5 (6,949)                                        | 131,5 (5,177)                                        | 1.583,7 (62,35)                                      |
| Дани са падавинама                                                         | 14                                                   | 15                                                   | 20                                                   | 23                                                   | 24                                                   | 20                                                   | 18                                                   | 17                                                   | 21                                                   | 24                                                   | 21                                                   | 17                                                   | 229                                                  |
| Релативна влажност, %                                                      | 83                                                   | 81                                                   | 83                                                   | 84                                                   | 84                                                   | 84                                                   | 81                                                   | 81                                                   | 84                                                   | 86                                                   | 86                                                   | 84                                                   | 83                                                   |
| Сунчани сати — месечни просек                                              | 167,4                                                | 138,4                                                | 124,0                                                | 102,0                                                | 108,5                                                | 120,0                                                | 148,8                                                | 139,5                                                | 114,0                                                | 105,4                                                | 117,0                                                | 142,6                                                | 1.527,6                                              |
| Сунчани сати — дневни просек                                               | 5,4                                                  | 4,9                                                  | 4,0                                                  | 3,4                                                  | 3,5                                                  | 4,0                                                  | 4,8                                                  | 4,5                                                  | 3,8                                                  | 3,4                                                  | 3,9                                                  | 4,6                                                  | 4,2                                                  |
| Извор: Институт за Хидрологију, метеорологију и природне студије Колумбија |                                                      |                                                      |                                                      |                                                      |                                                      |                                                      |                                                      |                                                      |                                                      |                                                      |                                                      |                                                      |                                                      |